# Spadochron ratowniczy ATL-88/90
ATL-88/90 – spadochron ratowniczy produkcji czeskiego przedsiębiorstwa MarS a.s., przeznaczony do wykonywania skoków ratowniczych przez pilotów ze statków powietrznych, szczególnie z szybowców i małych samolotów.

## Parametry techniczne

### Podstawowe parametry
Producent deklaruje w dokumentacji technicznej następujące parametry swojego wyrobu:
- Powierzchnia czaszy: 36 m²
- Ciężar spadochronu bez torby
  - numer 02578-1: 5,9 kg
  - numer 02579-1: 6,8 kg
  - numer 02580-1: 6,9 kg
- Wymiary złożonego spadochronu 560 × 360 × 90 mm (długość × szerokość × grubość)
- Siła potrzebna do pokonania oporu uchwytu wyzwalającego: 23 ÷ 97 N
- Dostępne są trzy wersje:
  - spadochron plecowy ATL 88/90[3]
  - spadochron plecowy ATL 88/92S z poduszką[4]
  - spadochron siedzeniowy ATL 88/98S[5]
- Parametry funkcjonalne
  - prędkość opadania przy obciążeniu 77 kg: do 5 m/s
  - czas obrotu o 360°: 8,6 s
- Ograniczenia eksploatacyjne 
  - maksymalna dopuszczalna masa skoczka z wyposażeniem: 115 kg
  - maksymalna dopuszczalna prędkość skoczka w chwili otwarcia pokrowca: 277,8 km/h
  - minimalna dopuszczalna wysokość w momencie skoku z samolotu poruszającego się z prędkością 110 km/h – 100 m
  - zakres temperatur w których spadochron działa niezawodnie: -40,0 ÷ +93,3°C
- Dopuszczalny okres użytkowania
  - do 15 lat od daty produkcji
  - po 15 latach, po ocenie technicznej dokonanej przez producenta spadochron może być dopuszczany do dalszego użytku, jednak nie dłużej niż do 20 lat od daty produkcji
  - maksymalny dopuszczalny okres przechowywania w stanie złożonym: 365 dni.

## Działanie spadochronu
Zgodnie z instrukcją użytkowania spadochronu, po opuszczeniu statku powietrznego użytkownik uruchamia go ciągnąc w stronę swojego pasa uchwyt wyzwalający, w pozycji spoczynkowej znajdujący się na wysokości jego piersi, w lewym pasie nośnym. Powoduje to otwarcie pokrowca spadochronu. Uwolniony pilocik wyciągający, wypełniony i hamowany przez opływające go powietrze, wyciąga z pokrowca czaszę z linkami. W efekcie linki naprężają się a czasza napełnia powietrzem, zapewniając spokojne opadanie i bezpieczne lądowanie.

## Elementy spadochronu
Wedle dokumentacji producenta, spadochron składa się z następujących głównych elementów:
- Pilocik
- Linka łącząca pilocik z górną częścią czaszy
- Czasza zszyta z 20 klinowych pól wykonanych z tkaniny poliamidowej i wyposażona w 20 linek nośnych o długości 5000 mm, mających na dole przymocowane czerwone linki sterujące
- Uprząż nośna połączona w jedną całość z pokrowcem, która umożliwia założenie spadochronu przez użytkownika i wyhamowuje jego ciało w momencie otwierania się czaszy
- Pokrowiec kształtu koperty, mieszczący w sobie złożoną czaszę z linkami, linkę łączącą i pilocik
- Uchwyt wyzwalający
- Torba do przenoszenia i magazynowania spadochronu